# Parachela
Parachela es un orden de pequeños animales de la clase Eutardigrada. Está dividido en 9 familias actualmente conocidas, una de ellas extinta.

## Familias
†Beornidae - Calohypsibiidae - Eohypsibiidae - Hypsibiidae - Macrobiotidae - Microhypsibiidae - Murrayidae - Necopinatidae